# Entandrophragma angolense
Entandrophragma angolense là một loài thực vật có hoa trong họ Meliaceae. Loài này được (Welw.) C.DC. mô tả khoa học đầu tiên năm 1894.